# Katzweiler

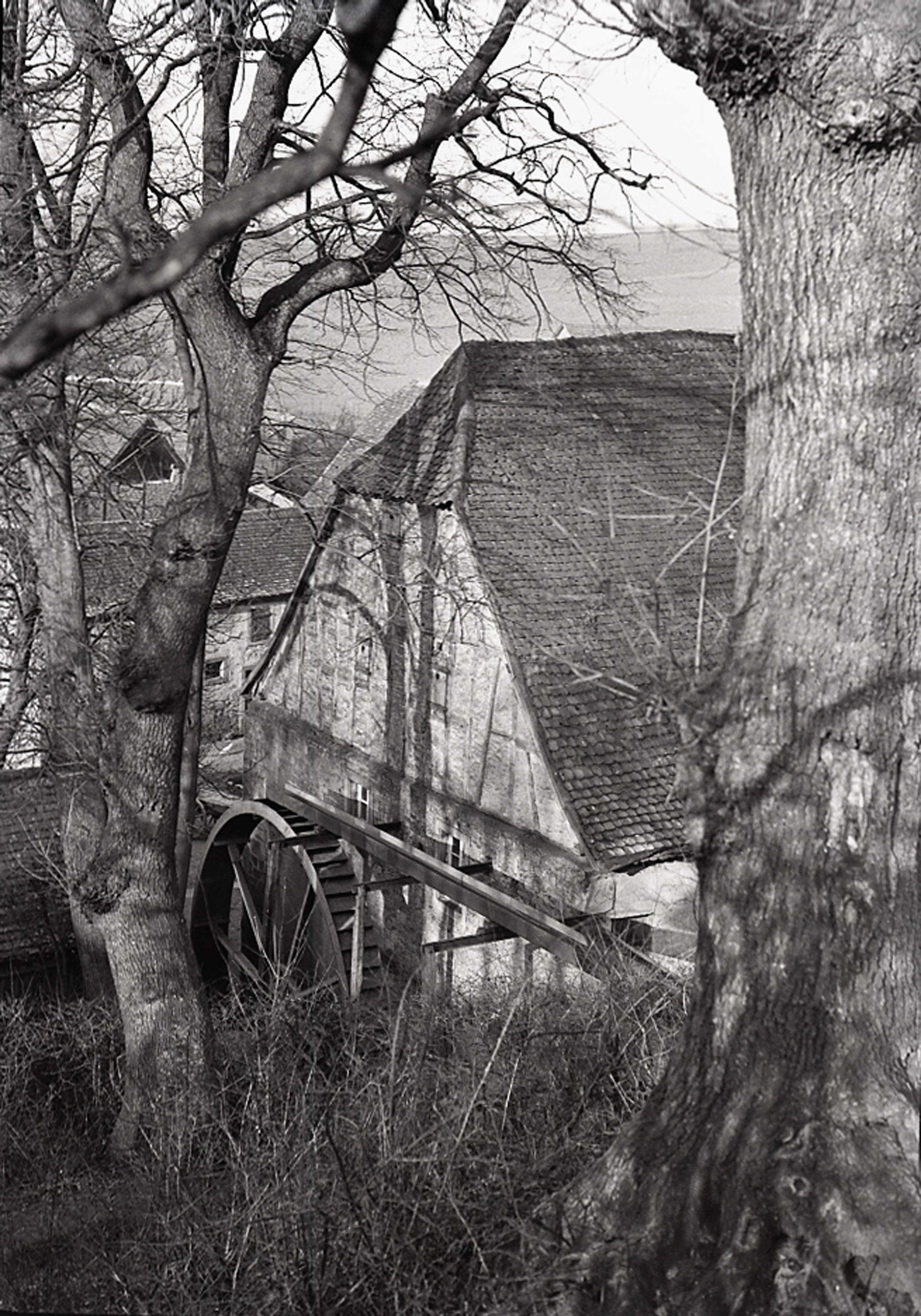
Katzweiler Mühle, Fotografie von 1936.

Katzweiler ist eine rheinland-pfälzische Ortsgemeinde im Landkreis Kaiserslautern. Sie gehört der Verbandsgemeinde Otterbach-Otterberg an.

## Geographie

### Lage
Katzweiler liegt zehn Kilometer nördlich von Kaiserslautern im Nordpfälzer Bergland. Zu Katzweiler gehören auch die Weiler und Wohnplätze Forellenwoog, Hirschhornerhof, Karlshof, Kühbörncheshof, Schafmühle und Sonnenhof.
Nachbargemeinden sind – im Uhrzeigersinn – Hirschhorn/Pfalz, Mehlbach, Otterberg, Otterbach, Kaiserslautern, Rodenbach, Eulenbis und Sulzbachtal.

### Gewässer
Die Gemeinde liegt an der Lauter. Diese nimmt vor Ort mehrere Nebenflüsse auf. Der Eimerbach bildet im Süden teilweise die Gemarkungsgrenze zu Kaiserslautern. Mitten innerhalb der Bebauung münden von rechts der Becherbach und am nördlichen Siedlungsrand der Mehlbach in die Lauter. Der Lauterbach und die von links kommende Mooslauter bilden die Grenze zu Hirschhorn.

## Geschichte
Die älteste erhaltene Erwähnung der Gemeinde – als Cazwilere – stammt von 1190. Das Kloster Otterberg war im Ort begütert. Bis Ende des 18. Jahrhunderts war sie Bestandteil der Kurpfalz und unterstand dort dem Oberamt Lautern.
Von 1798 bis 1814, als die Pfalz Teil der Französischen Republik (bis 1804) und anschließend Teil des Napoleonischen Kaiserreichs war, war Otterbach in den Kanton Otterberg eingegliedert. 1815 gehörte der Ort zunächst zu Österreich. Ein Jahr später wechselte er in das Königreich Bayern. Von 1818 bis 1862 gehörte er dem Landkommissariat Kaiserslautern an; aus diesem ging das Bezirksamt Kaiserslautern hervor.
Ab 1939 war der Ort Bestandteil des Landkreises Kaiserslautern. Nach dem Zweiten Weltkrieg wurde Otterbach innerhalb der französischen Besatzungszone Teil des 1946 neu gebildeten Landes Rheinland-Pfalz.
Im Zuge der ersten rheinland-pfälzischen Verwaltungsreform wurde die Gemeinde 1971 Teil der neu gebildeten Verbandsgemeinde Otterbach. Seit 1. Juli 2014 ist Katzweiler Bestandteil der Verbandsgemeinde Otterbach-Otterberg.

## Religion

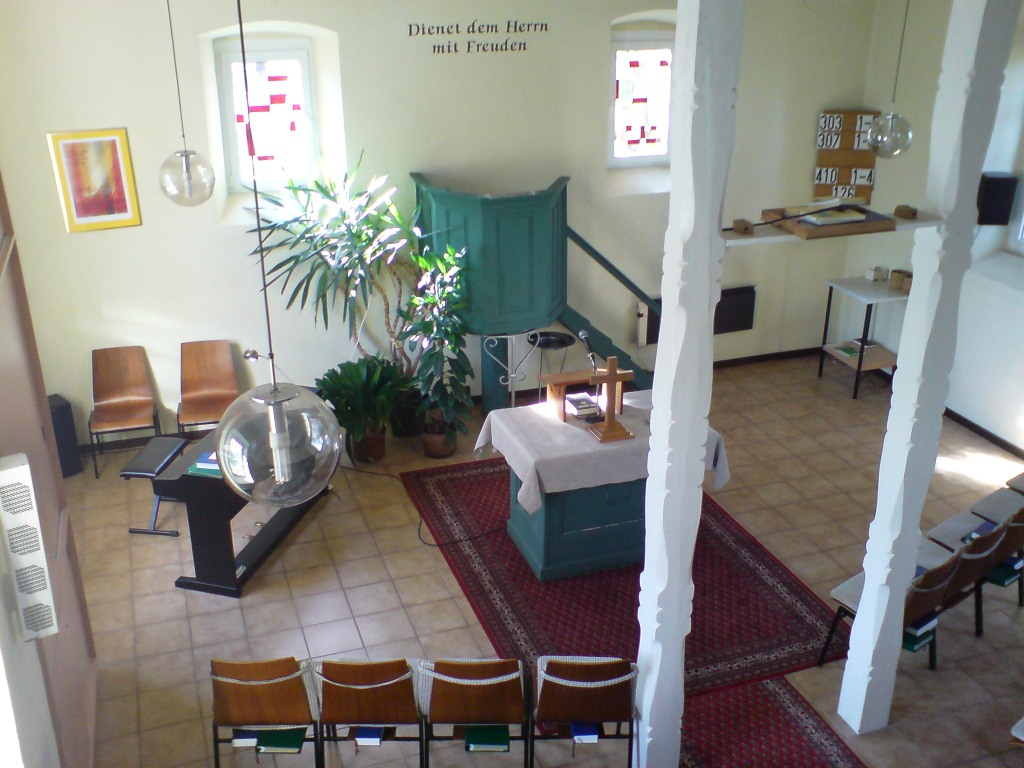
Mennonitenkirche Kühbörncheshof – Blick von der Empore

2012 waren 56,6 Prozent der Einwohner evangelisch und 20,7 Prozent katholisch. Die übrigen gehörten einer anderen Religion an oder waren konfessionslos. Die Katholiken gehören zum Bistum Speyer, die Evangelischen zur Protestantischen Landeskirche Pfalz.
Die ersten Mennoniten siedelten sich 1715 auf dem Kühbörncheshof an. Die Gottesdienste fanden in Privathäusern statt. Nachdem 1777 in Sembach eine Mennonitenkirche erbaut worden war, orientierte man sich für Tauf- und Abendmahlsgottesdienste bis 1832 dorthin. Seitdem gibt es auf dem Kühbörncheshof ein eigenes Kirchengebäude, zunächst Lehr genannt, das mit der Unterstützung durch protestantische Nachbargemeinden errichtet wurde. Bereits zu dieser Zeit hatten die Mennoniten dort einen eigenen Friedhof.
Im Jahr 1845 wurden in der Gemeinde 144 Seelen gezählt, davon 91 Getaufte und 93 Ungetaufte. Hiervon lebten 36 direkt auf dem Kühbörncheshof, eine ungefähr gleich große Zahl in Stockborn und die übrigen anderen in Orten der Umgebung.
Für 1940 wurden eine Seelenzahl von 122 angegeben, davon 37 stimmberechtigte, 67 nicht stimmberechtigte, 18 Kinder.
1976 zählte die Gemeinde 131 Personen, davon 117 getauft.
In der Gegenwart – Stand 2016 – hat sie 75 Mitglieder. Die Gemeinde bildet eine Gemeindegruppe mit den Mennonitengemeinden in Sembach und Kaiserslautern, wo sie im dortigen „Elim-Zentrum“ zusätzlich Trägerin einer Kindertagesstätte ist. Auf regionaler Ebene gehört sie der Arbeitsgemeinschaft Südwestdeutscher Mennonitengemeinden (ASM) an, auf Bundesebene der Arbeitsgemeinschaft Mennonitischer Gemeinden – abgekürzt AMG – in Deutschland.

## Politik

### Gemeinderat
Der Gemeinderat in Katzweiler besteht aus 16 Ratsmitgliedern, die bei der Kommunalwahl am 9. Juni 2024 in einer personalisierten Verhältniswahl gewählt wurden, und dem ehrenamtlichen Ortsbürgermeister als Vorsitzendem.
Die Sitzverteilung im Gemeinderat:
| Wahl | SPD | CDU | FWG | Gesamt   |
| ---- | --- | --- | --- | -------- |
| 2024 | 3   | –   | 13  | 16 Sitze |
| 2019 | 6   | –   | 10  | 16 Sitze |
| 2014 | 6   | –   | 10  | 16 Sitze |
| 2009 | 9   | –   | 7   | 16 Sitze |
| 2004 | 7   | 3   | 6   | 16 Sitze |

- FWG = Freie Wählergruppe Katzweiler e. V.

### Ortsbürgermeister
Ortsbürgermeister von Katzweiler ist Sven Rheinheimer (FWG). Bei der Direktwahl am 26. Mai 2019 wurde er mit einem Stimmenanteil von 71,92 % gewählt und damit Nachfolger von Otto Hach (FWG). Bei der Direktwahl am 9. Juni 2024 wurde Rheinheimer als einziger Bewerber mit 86,2 % für weitere fünf Jahre wiedergewählt.

### Wappen
| Wappen von Katzweiler | Blasonierung: „In Gold ein schwarzer Forsthaken (Wolfsangel).“        |
| Wappen von Katzweiler | Es wurde 1927 vom Bayerischen Staatsministerium des Innern genehmigt. |

## Kultur und Sehenswürdigkeiten

### Theater

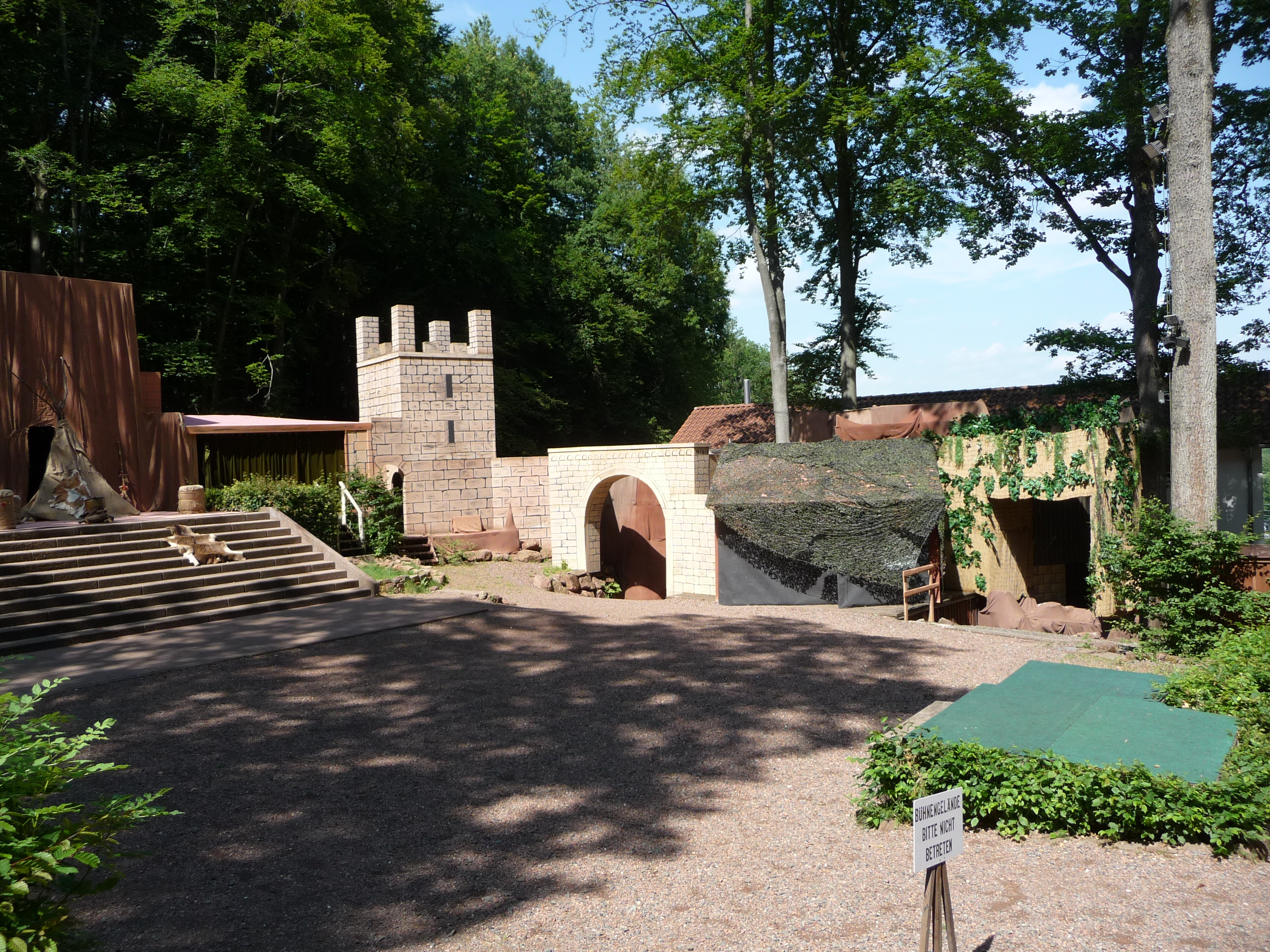
Freilichtspiele Katzweiler

Die Freilichtspiele Katzweiler ist eine der größten Freilichtbühnen im Südwesten Deutschlands mit mehr als 10.000 Besuchern pro Jahr. Die Tribüne bietet Platz für knapp 1.000 Besucher.
Neben Aufführungen aus jeweils einem Stück für Erwachsene und einem Stück für Kinder auf der Waldbühne gibt es in jedem Winter eine Komödie in einem Zimmertheater.

### Kulturdenkmäler

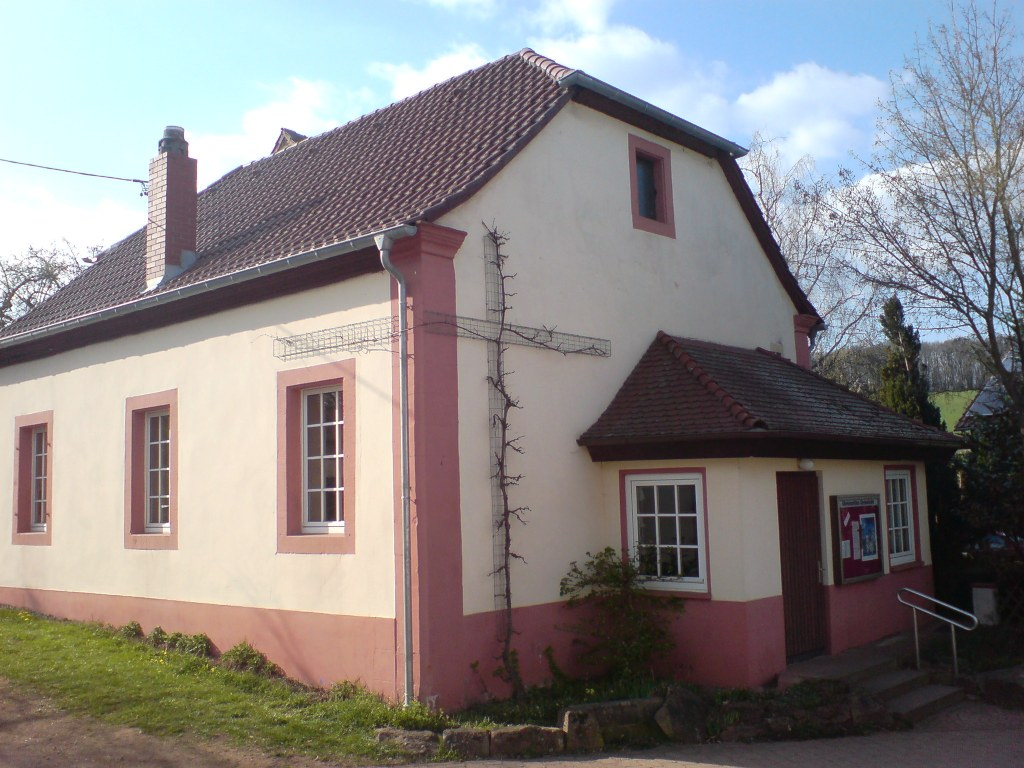
Mennonitenkirche

Vor Ort existieren insgesamt 15 Objekte, die unter Denkmalschutz stehen, darunter die folgenden Bauwerke:
Die evangelische Kirche, die im Zeitraum von 1822 bis 1826 erbaut wurde, ist eine spätklassizistische rechteckige Saalanlage, die in ihrem Innern ein Orgelgehäuse mit einem Schnitzwerk aus der ersten Hälfte des 18. Jahrhunderts (1747) besitzt. Die Mennonitenkirche auf dem Kühbörncheshof ist ein Saalbau, der auf 1832 datiert wird.

### Regelmäßige Veranstaltungen
Im September findet regelmäßig die Kerwe in der Gemeinde statt.

## Wirtschaft und Infrastruktur

### Verkehr
Durch Eröffnung der Lautertalbahn Kaiserslautern–Lauterecken im Jahr 1883 erhielt die Gemeinde Anschluss an das Eisenbahnnetz. Im örtlichen Bahnhof bestand ab 1965 auch mindestens ein Anschlussgleis. Der Bahnhof wurde mittlerweile zum Haltepunkt zurückgebaut. Der Öffentliche Nahverkehr ist in den Verkehrsverbund Rhein-Neckar integriert.
Direkt durch die Gemeinde verläuft in Nord-Süd-Richtung die Bundesstraße 270, die von Kaiserslautern über Wolfstein und Lauterecken nach Idar-Oberstein führt. Von dieser zweigt vor Ort die Landesstraße 388 ab, die nach Schallodenbach führt. Die Kreisstraße 23 verbindet den Kühbörncheshof an das Straßennetz an und die Die Kreisstraße 24 stellt eine Verbindung zur zu Kaiserslautern gehörenden Siedlung Stockborn her.

### Tourismus
Mitten durch den Ort verlaufen der Lautertal-Radweg und der Pfälzer-Land-Radweg.

## Persönlichkeiten

### Söhne und Töchter des Ortes
- Karl Motz (1893–1963), Politiker (DVP, FDP)

### Personen, die vor Ort gewirkt haben
- Paul Thalheimer (1884–1948), Maler und Grafiker, schuf 1936 das Altarbild in der katholischen Kirche Mariä Himmelfahrt.